# 農業機械士
農業機械士（のうぎょうきかいし）とは、農業大学校が実施する農業機械士養成研修を受け技能検定に合格し都道府県知事から認定された者。

## 区分
- 指導農業機械士技能
- 農業機械士技能

## 技能基準
- 指導農業機械士技能
  - 農業機械の導入利用についての専門的知識を有すること
  - 農業機械・資材の管理についての専門的知識を有すること
  - 作業安全管理についての専門的知識を有すること
- 農業機械士技能
  - 農業機械の構造・機能と取扱いについての知識を有すること
  - 農業機械の点検整備と簡易な修理についての知識を有すること
  - 農業機械の効率利用についての知識を有すること
  - 農業機械の作業安全についての知識を有すること
  - 農業機械の運転操作と取扱い作業ができること
  - 農業機械の点検整備と簡易な修理ができること
  - 農業機械の安全な取扱いができること

### 受験資格
- 18歳以上の農業者等で、農業機械士養成研修を修了し、大型特殊自動車免許の取得者。

### 試験科目
- 学科

1. 農業機械の構造・機能と取扱い
2. 点検整備と故障診断
3. 簡易な修理
4. 効率利用
5. 作業安全に関する事項

- 実技

1. 農業機械の運転操作と取扱い作業
2. 点検整備と故障診断
3. 簡易な修理

## 農業機械士養成研修
- 農業機械の運転操作や点検整備等についての一定の研修を受ける。

### 受講資格
- 受講する都道府県内に居住する18歳以上の農業者、農業後継者及び農業関係者で、市町村長又は農業関係団体の長の推薦を受けた者。

### 研修科目
- 学科

1. 農業機械の作業安全及び効率利用
2. トラクタの構造機能と取り扱い
3. トラクタの点検と故障診断及び簡易な修理
4. 工具の取り扱い
5. 作業機の構造機能と取り扱い

- 実技

1. トラクタ運転実習
2. プラウ着脱
3. トラクタ点検
4. 簡易な修理及び工具等の実技検定
5. プラウの取り扱いと作業方法
6. ツースハロー等の取り扱いと砕土整地実習

## 指導農業機械士養成研修
- 農業機械の指導や管理等についての一定の研修を受ける

### 受講資格
- 農業機械士の認定後、農業機械を3年以上運転した農業者等

### 研修科目
1. 農業機械に関する情勢・動向
2. 農作業安全
3. 農業機械に関する技術指導及び安全指導の手法
4. 農業機械導入利用計画のたて方
5. 関係法規
6. 農業機械の利用の経済性
7. 関連資材の使用計画
8. 農業機械の導入利用計画の作成演習
9. 農業機械・資材の管理